# Sedulius
Pour le poète chrétien de la première moitié Ve siècle, voir Coelius Sedulius.
Sedulius Scottus, ou Sedulius, Sedulius de Liège, Sedulius Scotus (décédé en 875-876) est un poète, grammairien, commentateur des écritures, irlandais de langue latine. En 848, il fut pris sous la protection de l'évêque de Liège, Hartgar, et étudia la littérature grecque et latine. 

## Biographie
La production de Sedulius Scottus est très diverse, que la résume le dictionnaire des wallons son livre Liber de rectoribus christianis traite de la manière de gouverner ; ses ouvrages de grammaire côtoient un psautier grec que Sedulius a recopié ; sa connaissance approfondie de la Bible s’ajoute à une maîtrise des auteurs anciens, romains ou chrétiens. Quant à son commentaire sur les Epîtres de saint Paul, il reflète certainement l’enseignement prodigué par celui qui fut nommé directeur de l'école cathédrale. À travers ses poèmes, Sedulius célèbre les vertus et les réalisations des deux prélats dont il a obtenu la protection, Hartgar (840-855) et son successeur Francon (855-901) La précision de ses informations permet une découverte des décors architecturaux de l'époque, en particulier de la peinture murale carolingienne.
Il est l'auteur de Poèmes et d'un Miroir des Princes, le Liber de rectoribus christianis.
Exemple de poème (traduit du latin) de Sedulius Scottus :
Que le frère blessé, pour pouvoir être Abel,

Aime et sanctifie le frère même qui l'a blessé.

Que les époux en observant les ordres de la loi,

En regardant Dieu en leur cœur renvoient l'image d'Enoch,

que l'on voit suivre toujours les préceptes de Dieu.

Que Noé lui-même pour ses vertus fleurisse dans leur vie.

Si tu te réjouis d'être prêt à servir les ordres du Seigneur,

Aie à l'esprit Abraham qui est l'âme de la foi.

Tu désires être Isaac, qui brille par sa vertu sacrée,

Que l'odeur d'une simplicité en tout point t'embellisse.

Mets dans l'action toutes tes forces, le courage de Jacob,

Qui fut bien digne de lutter avec un ange.
Par ses poèmes il a célébré, à l'occasion de leur passage à Liège l'empereur Lothaire, Charles le Chauve, Louis le Germanique, Advence, évêque de Metz. Très proche de l'impératrice Ermengarde il entretient des relations avec nombreux ecclésiastiques et laïques.
Les rédacteurs des manuscrits irlandais (appelés libri scottice scripti dans les bibliothèques continentales et rédigés en scriptura scottica), au IXe siècle, et les propriétaires de ces manuscrits sont regroupés sous le nom de « cercle de Sedulius ».
Monique Gouillet souligne l'importance de cet auteur « son œuvre poétique, teintée d'hispérisme et regorgeant de mots rares, est un témoin exceptionnel de l'effort érudit et classicisant de la période carolingienne. »